# ジョン・マクレラン
ジョン・リトル・マクレラン（John Little McClellan, 1896年2月25日  – 1977年11月28日）は、アメリカ合衆国の政治家。民主党所属。1943年から1977年までアーカンソー州選出のアメリカ合衆国上院議員を務めた。それ以前は合衆国下院議員も務めていた。

## 若年期
マクレランはアーカンソー州グラント郡シェリダンで生まれる。家族は民主党支持で、彼のミドルネームは民主党の知事で下院議員のジョン・セバスチャン・リトルにちなんで名付けられた。マクレランは法律を勉強し、1913年に17歳で弁護士になり、アメリカ合衆国で最も若い法律家となり、シェリダンで弁護士を開業した。
マクレランは第一次世界大戦中の1917年から1919年まで、アメリカ陸軍通信部隊の航空セクションで中尉として務めた。

## 初期の政治経歴
1919年に陸軍から戻ってきた後に、彼はアーカンソー州マルヴァーンに移り、そこで1927年から1930年まで第7司法地区の地方検事を務めた。 
1935年、マクレランは民主党の下院議員としてアーカンソー州第6地区から第74議会に選出された。1937年には第75議会に再び選ばれた。
彼は1938年の合衆国下院の再選には立候補しなかった。その代わりに彼は、現職で、しかも米国史で最初の女性上院議員であるハッティ・キャラウェイに挑戦して落選した。1940年、1944年、1948年と、マクレランは民主党全国大会のアーカンソー州代表であった。この時代の間に彼は弁護士を開業するためにアーカンソー州カムデンへ移った。

## 合衆国上院時代
マクレランは、1943年から現職のまま死亡する1977年まで、アーカンソー州選出の上院議員を務めた。彼の在職中、予算委員会委員長と、政府運営委員会委員長を22年務めた。マクレランはアーカンソー州の歴史で最長の在職をした合衆国上院議員であった。彼の上院在職期間の後半にアーカンソー州は、上院予算委員会委員長のマクレラン、下院歳入委員会委員長のウィルバー・ミルズ、下院通商委員会委員長のオレン・ハリス、上院外交委員会委員長のJ・ウィリアム・フルブライト、下院農業委員会委員長のトゥック・ゲイシングズ、そして強大な下院議事規則委員会の委員ジェームズ・W・トリンブルと、恐らく最も力強い議会の代議員団を持っていた。
マクレランはまた上院常設調査小委員会委員長も18年務め（1955年-1973年）、ニュージャージー州フォートモンマスの合衆国陸軍通信部隊での破壊工作の審理を継続し、そこではソ連のスパイのジュリアス・ローゼンバーグ、アル・サラント、ジョエル・バー全員が1940年代に働いていた。
1957年、マクレランが議員になる前からの法律事務所の共同経営者の1人であったモード・クロフォードがカムデンで失踪した。彼女の失踪は未解決のままである。マフィアがマクレランに圧力をかけるために誘拐されたのでは無いかとも考えられたが、脅迫状が届けられることは無かった。失踪事件は国際的な注目を集めた 。
彼は有名な陸軍＝マッカーシー公聴会の参加者で、これらの審理を行った上院議員ジョーゼフ・マッカーシーに抗議して、その小委員会への民主党の欠席を指揮した。マクレランは2005年の映画「グッドナイト&グッドラック」で、その実際の公聴会の場面に登場した。
彼のリーダーシップの下、委員会は有名なマクレラン委員会を指揮した。これはより一般的には1963年の公聴会よりバラキ公聴会としても知られ、アメリカ全土の組織犯罪活動を捜査し、チームスターズ（Teamsters, トラック運転手組合）の幹部とマフィア（1957年のジミー・ホッファや、シカゴのサム・ジアンカーナなどのこの時代の他のマフィアの幹部 ）の連携を集中審議した。最初のアメリカのマフィアの密告者ジョゼフ・ヴァラキは、1963年にマクレラン委員会の前に現れ、合衆国とカナダにおけるマフィア活動の目撃談をアメリカの公衆にさらした（バラキ公聴会）。マクレランは組織犯罪に対する取り組みを、政治的転覆工作の捜査に切り替える1973年まで続けた。この時代に、彼はロバート・ケネディを主席顧問に雇い、彼を全国的に注目させた。マクレランは、多数の防衛関係の納入業者やテキサス州の投資家のビリー・ソル・エステスを含む、多くの政府の汚職事件を捜査した。
1972年の最後の上院選挙で、マクレランは同僚の民主党員で当時合衆国下院議員のデヴィッド・プライヤーを、党の決選投票で52%対48%の僅差で倒した。その後、彼に対抗して出馬した唯一の共和党員である、当時アーカンソー州ノースリトルロックで獣医師をしていたウェイン・バビットを61%対39%の差で打ち負かした。
1974年、マクレランはフォード大統領に対してリン・A・デイヴィスをリトルロックの連邦保安官に再指名するのを支持しないと伝えた。マクレランはデイヴィスが党派心が強すぎると主張した。強硬なマクレランを沈めるためにフォード大統領はデイヴィスに代えてペリー郡のレン・E・ブレイロックをデイル・バンパーズの対抗馬として指名した。

## 私生活
マクレランは人生で多くの私的な悲劇を経験した。彼の2番目の妻は1935年に脊髄膜炎で死去し、息子のマックスも1943年の第二次世界大戦中にアフリカで務めている間、同じ病気で死亡した。彼の息子のジョン・L・ジュニアは1949年に自動車事故で死亡し、1958年には息子のジェームズ・Hが飛行機事故で死去した。
マクレランは1977年にアーカンソー州リトルロックで死亡し、リトルロックのローズローン記念公園に埋葬された。
アメリカ陸軍工兵司令部が管理するアーカンザス川のマクレラン＝カー河川航行システムは彼の名前にちなんでいる。ウォシト・バプチスト大学には彼の公式文書が納められている。

## 参照
1. ↑  “Maud Robinson Crawford (1891-1957)”.   encyclopediaofarkansas.net. 2011年1月14日閲覧。
2. ↑  Arkansas Outlook, Republican Party newsletter, February and March 1975